# 多滕豪森
多滕豪森是德国巴登-符腾堡州的一个市镇。总面积10.00平方公里，总人口1840人，其中男性927人，女性913人（2011年12月31日），人口密度184人/平方公里。